# Kepler-27 c
Kepler-27 c (KOI 841.02, KOI-841 c, KIC 5792202 c, 2MASS J19285682+4105091 c) — крайняя из двух экзопланет у звезды Kepler-27 в созвездии Лебедя.
Планета Kepler-27 с относится к классу тёплых газовых гигантов, обращающаяся очень близко к своей звезде по круговой орбите. Масса планеты Kepler-27 с меньше 13,8 масс Юпитера, радиус равен 4,9 земного. Полный оборот вокруг звезды она совершает за 31 с лишним земных суток. Она обращается очень близко к родительской звезде — на расстоянии около 0,168 а. е.

## Родная звезда
Kepler-27 — звезда, которая находится в созвездии Лебедь на расстоянии около 4240 световых лет от нас. Вокруг звезды обращаются, как минимум, две планеты, и два кандидата в планеты.
Kepler-27 представляет собой звезду 15,8 видимой звёздной величины, по размерам и массе уступающую нашему Солнцу. Масса звезды по устаревшим данным равна 65 % солнечной, а радиус — 59 %.

## Статьи
- Jason H. Steffen et all. Transit Timing Observations from Kepler: III. Confirmation of 4 Multiple Planet Systems by a Fourier-Domain Study of Anti-correlated Transit Timing Variations (англ.). — 2012. — arXiv:1201.5412v1.
- William D. Cochran et all. Kepler 18-b, c, and d: A System Of Three Planets Confirmed by Transit Timing Variations, Lightcurve Validation, Spitzer Photometry and Radial Velocity Measurements (англ.). — 2011. — arXiv:1110.0820v1.
- William J. Borucki. Characteristics of planetary candidates observed by Kepler, II: Analysis of the first four months of data (англ.). — 2011. — arXiv:1102.0541v2.
- Stephen R. Kane, Dawn M. Gelino. Decoupling Phase Variations in Multi-Planet Systems (англ.) // The Astrophysical Journal. — IOP Publishing, 2012. — arXiv:1211.6747v1.
- Montet B., Johnson J. DModel-Independent Stellar and Planetary Masses from Multi-Transiting Exoplanetary Systems (недоступная ссылка — история) (англ.). — 2012. — arXiv:1211.4028v1.

## Каталоги
- Kepler-27 с (англ.). exoplanets.org. Архивировано 11 июля 2013 года.
- Kepler-27 с (англ.). Open Exoplanet Catalogue. Архивировано из оригинала 11 июля 2013 года.
- Kepler-27 с (англ.) (недоступная ссылка — история). Ames Research Center.
- Kepler-27 с (англ.). NASA Exoplanet Archive. Архивировано 11 июля 2013 года.
- Kepler-27 с (англ.). SIMBAD. Архивировано 11 июля 2013 года.